# Ясні Поляни
Ясні Поляни (рос. Ясные Поляны) — селище у Троїцькому районі Челябінської області Російської Федерації.
Входить до складу муніципального утворення Яснополянське сільське поселення. Населення становить 1566 осіб (2010). Населений пункт розташований на землях українського культурного та етнічного краю Сірий Клин.

## Історія
Від 20 лютого 1924 року належить до Троїцького району Челябінської області.
Згідно із законом від 28 жовтня 2004 року органом місцевого самоврядування є Яснополянське сільське поселення.

## Населення
| 2002 | 2010  |
| ---- | ----- |
| 1595 | ↘1566 |